# Rawa Mazowiecka
Rawa Mazowiecka é um município da Polônia, na voivodia de Łódź e no condado de Rawa. Estende-se por uma área de 14,28 km², com 16 090 habitantes, segundo os censos de 2022, com uma densidade de 1126,75  hab/km².

## História
O primeiro documento que menciona o local data do ano de 1228, contudo, não se sabe ao certo a época da origem do povoado na região. Rawa Mazowiecka ganhou privilégios de cidade em 1321. De 1355 até 1370 foi construído aqui o castelo dos Duques da Mazóvia, cujas ruínas podem ser vistas até hoje. Durante o reinado de Casimiro III, o Grande a cidade foi a capital da Mazóvia. Em 1462 o Ducado de Rawa tornou-se a voivodia de Rawa e Rawa Mazowiecka passou a ser uma das maiores cidades da Mazóvia. Em 1613 já existia a igreja dos jesuítas de Nossa Senhora da Imaculada Conceição (Kościół Niepokalanego Poczęcia Najświętszej Marii Panny) em Rawa Mazowiecka. Em 1622 os jesuítas construíram uma escola, que foi freqüentada por Jan Chryzostom Pasek. Durante as Guerras do Norte a cidade foi invadida pelos suecos e destruída, dentre as construções destruídas encontrava-se também o castelo. Durante a terceira partição da Polônia em 1795 a cidade foi anexada pela Prússia e a voivodia de Rawa deixou de existir. A partir de 1807 a cidade fez parte do recém criado Ducado de Varsóvia e oito anos mais tarde da Polônia do Congresso.
Durante a Primeira Guerra Mundial, Rawa Mazowiecka foi quase que totalmente destruída. Em 1945 foi invadida pelo Exército Vermelho e teve também cerca de 80% de suas construções destruídas.

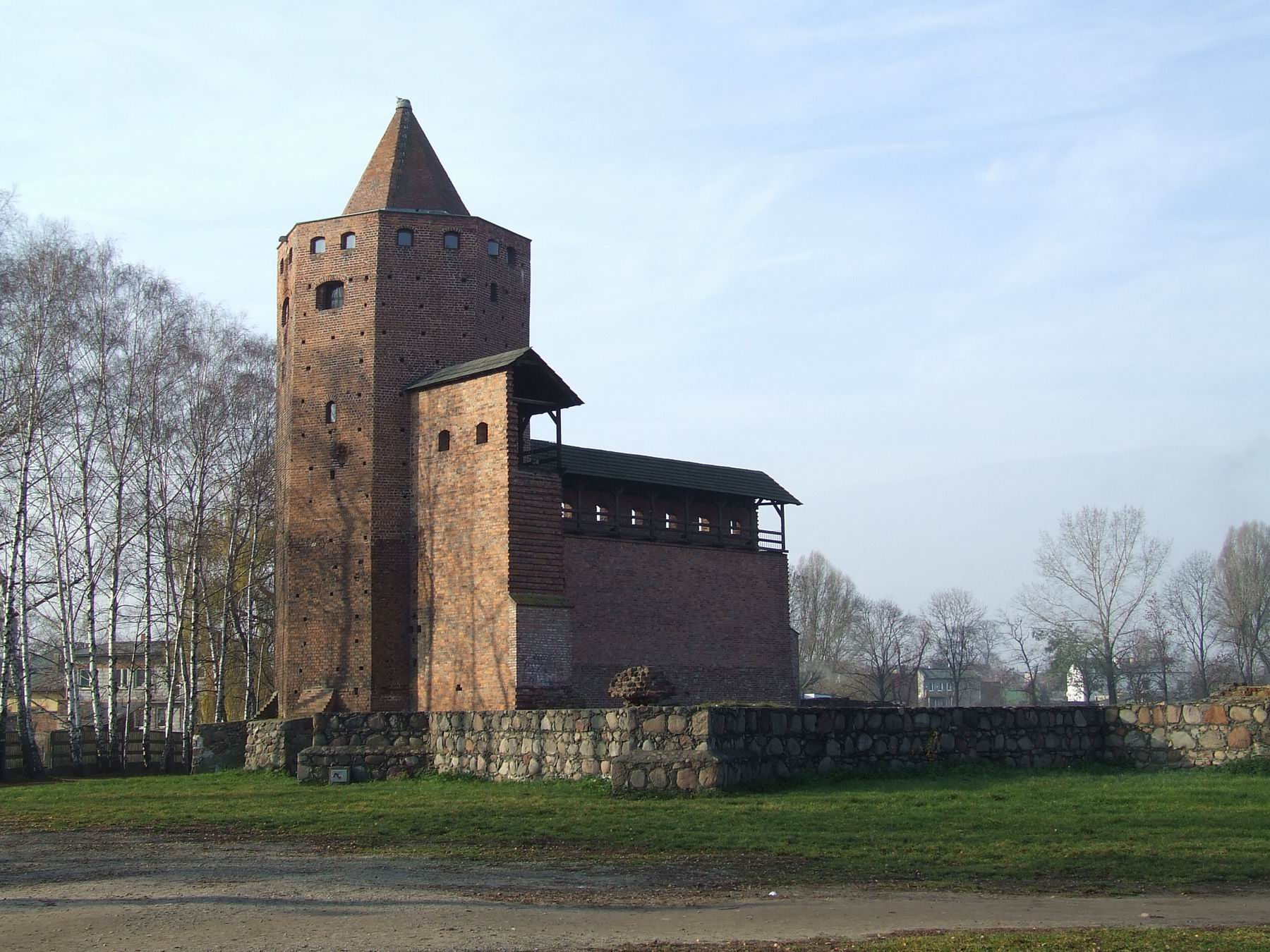
Ruínas do castelo dos Duques da Mazóvia nas cercanias de Rawa Mazowiecka, Polônia.